# آموري (أسطورة)
آموري (بالإنجليزية: Amori)‏ حسب أسطورة من غينيا الجديدة هي أنثى الكنغارو. وهي تتبع الزوجين الأولين إلى حيث يمارسان المضاجعة. وعندما يغادران تلحس أموري المني الذي يكون قد وقع على الشاطئ. وتفعل ذلك مرات عديدة حتى تصبح حاملا، کما لو كانت امرأة. وكلتاهما تلدان صبيا بشريا. ابن أموري يسمى سيسينيوريث، وابن الأم البشرية يسمى مانیووري.